# Tesoro della valle di York

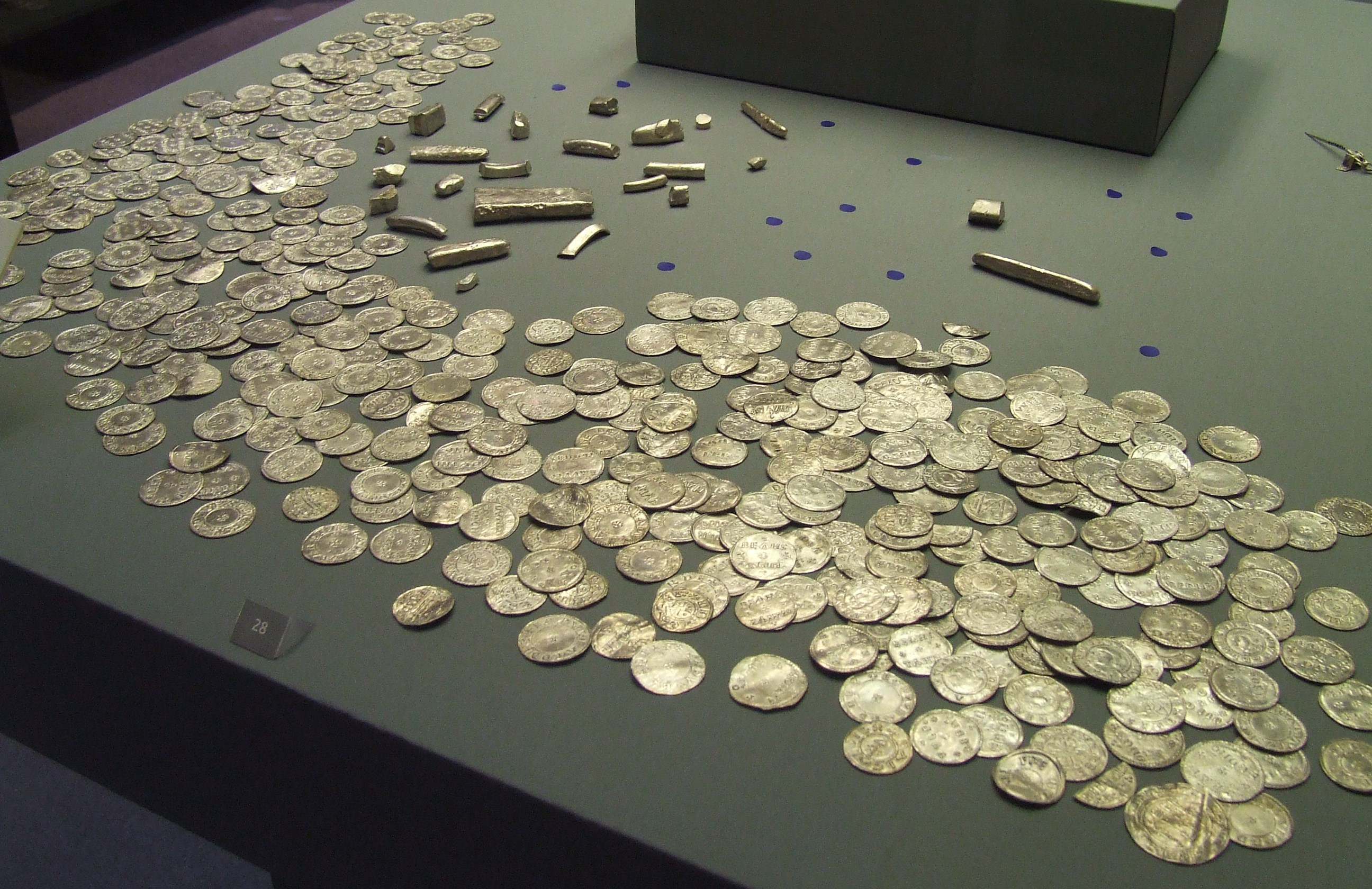
Tesoro vichingo della valle di York

Il tesoro della valle di York, noto anche come tesoro di Harrogate e tesoro vichingo della valle di York, è un tesoro vichingo composto da 617 monete d'argento e 65 altri oggetti. Fu rinvenuto nel 2007 nei pressi della città di Harrogate in North Yorkshire, Inghilterra. Si trattò del più grande tesoro vichingo scoperto in Gran Bretagna dal 1840, quando nel Lancashire fu portato alla luce il tesoro di Cuerdale, anche se il tesoro dello Staffordshire, composto di arte anglosassone e rinvenuto nel 2009, è più grande.

## Scoperta
Il 6 gennaio 2007, David Whelan, uomo d'affari in pensione di Leeds, e suo figlio, un topografo, scoprirono il tesoro di Harrogate utilizzando dei metal detector. I Whelan dissero a BBC News di girare per hobby col metal detector da circa cinque anni.
Trovarono il tesoro in un campo vuoto che non era ancora stato arato per la semina primaverile. In seguito si effettuarono degli scavi in quel campo alla ricerca di insediamenti o edifici vichinghi, ma non si trovò nulla. Circa 30 cm sotto il suolo, dopo aver scavato parte della cassa in piombo, la boccia d'argento cadde fuori dalla parete della fossa. Quando fu esaminata si trovarono monete e frammenti d'argento. I Whelan parlarono del ritrovamento a Amy Cooper, Finds Liaison Officer del Portable Antiquities Scheme: fu una delle prime scoperte raccontate a Cooper. Alla coppia fu chiesto di mostrare "un comportamento esemplare non aprendo tutti gli oggetti usciti dalla boccia, ma lasciandoli intatti". Il tesoro fu trasferito presso il British Museum, dove esperti scavarono ogni reperto per preservarne contenuto e "informazioni di contesto". La scoperta fu annunciata il 19 luglio 2007. Il British Museum press disse, "La dimensione e la qualità del tesoro è notevole, il che lo rende il più importante ritrovamento di questo tipo in Gran Bretagna da oltre 150 anni", aggiungendo, "Il ritrovamento è di importanza globale, ed ha anche grande importanza per la storia del North Yorkshire".
Durante una seduta della corte di Harrogate il 19 luglio 2007, il tesoro fu classificato come "Tesoro" dal giudice del North Yorkshire coroner Geoff Fell, grazie al Treasure Act 1996, che richiede che il ritrovamento sia offerto per la vendita ai musei, e con il ricavato diviso di comune accordo tra gli scopritori ed il proprietario terriero. Il ritrovamento fu valutato della Treasure Valuation Committee per conto del Department for Culture, Media and Sport.

## Oggetti

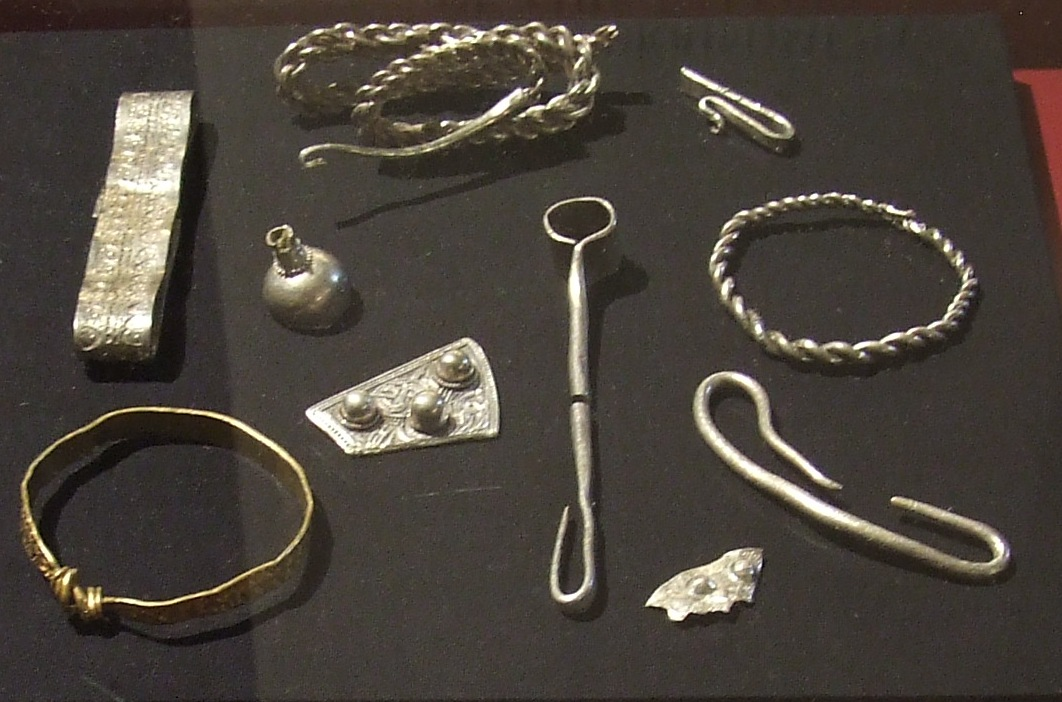
Bracciali, collari e frammenti di spille in argento ed oro, provenienti dal tesoro

Il tesoro è composto da 617 monete d'argento e 65 altri oggetti, tra cui ornamenti e pezzi di metalli preziosi, che erano nascosti in un contenitore d'argento con striature d'oro (variamente identificata come coppa, boccia o marmitta) costruita in Francia o Germania attorno al 900, e decorata con "tralci, foglie e sei scene di caccia che raffigurano leoni, cervi, ed un cavallo". I leoni erano leonesse, senza nome. Si pensa che la coppa sia stata utilizzata per contenere ostie in una ricca chiesa o monastero della Francia settentrionale, e che possa essere stata presa durante una razzia vichinga o come tributo. La coppa è stata accostata a quella di Halton Moor cup, conservata al British Museum, per il fatto che entrambe sono dello stesso stile (Carolingio) e sono state prodotte a metà del IX secolo. La coppa fu sepolta in una cassa di piombo.
Furono trovati anche un raro bracciale in oro (forse irlandese), e frammenti di metalli usati come moneta. Le monete raffigurano simboli islamici, cristiani e pagani pre-cristiani: "alcune delle monete miscelano iconografia cristiana e pagana, chiarendo le credenze dei Vichinghi neo cristianizzati."
Il tesoro è stato in qualche modo protetto dal piombo. Le monete datate a cavallo tra IX e X secolo forniscono un terminus post quem per la datazione del tesoro. La prima teoria sulla sua sepoltura fu che apparteneva ad un ricco capo vichingo durante la riconquista che seguì alla conquista vichinga del regno di Northumbria nel 927, per mano del re anglosassone Atelstano d'Inghilterra (924–939). Un altro breve periodo di regno vichingo nella Nothumbria seguì la morte di Atelstano nel 939; durò fino all'espulsione ed all'uccisione del re vichingo del regno di Jórvík (oggi York), Eric il Sanguinario, nel 954.
Il tesoro contiene anche oggetti provenienti da diversi luoghi, tra cui Samarcanda nell'odierno Uzbekistan, il Nordafrica, l'Afghanistan, la Russia, l'Irlanda, la Scandinavia e l'Europa continentale, "dimostrando l'ampiezza dei viaggi vichinghi e dei loro legami commerciali". Gareth Williams, curatore delle monete del primo medioevo presso il British Museum, esaminò i reperti.

## Acquisto ed esposizione

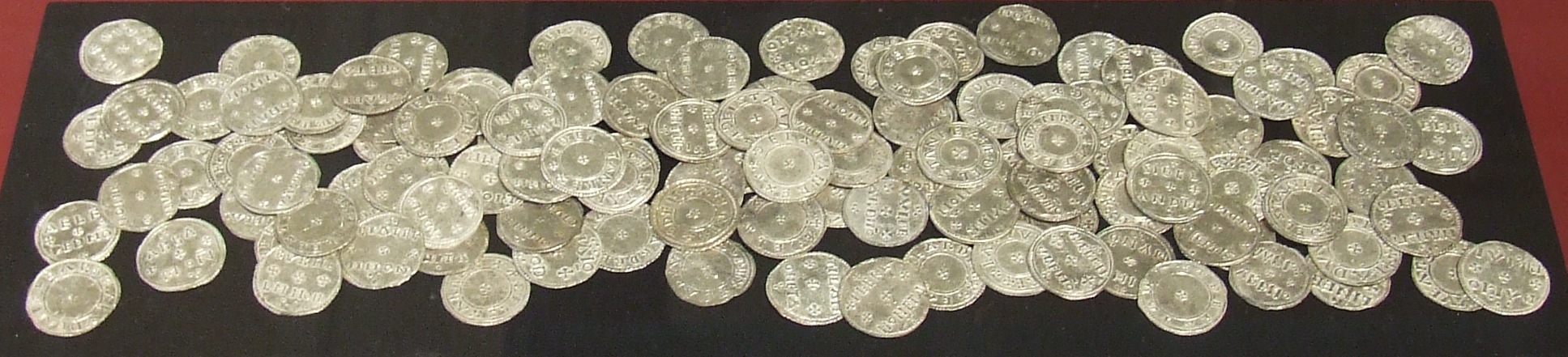
Monete d'argento provenienti dal tesoro in esposizione presso il British Museum

Il Treasure Valuation Committee indipendente valutò il tesoro 1 082 000 sterline. Il tesoro fu acquistato assieme dalla York Museums Trust e dal British Museum, con finanziamenti provenienti anche da National Heritage Memorial Fund, The Art Fund e The British Museum Friends.
Dal 17 settembre 2009 gli oggetti facenti parte del tesoro furono messi in mostra allo Yorkshire Museum, a York, per un periodo di sei settimane prima che il museo chiudesse per lavori di ristrutturazione nel novembre 2009. Il tesoro fu portato al British Museum per altri lavori di manutenzione, e fece ritorno allo Yorkshire Museum quando questo riaprì il 1º agosto 2010 (Yorkshire Day).